# Ilie Cebanu
Ilie Cebanu, né le 29 décembre 1986 à Chișinău, est un footballeur international moldave. Il occupe le poste de gardien de but au FK Mordovia Saransk. Son père Pavel Cebanu est président de la Fédération de Moldavie de football.

## Biographie

### En club
En 2007, il signe au Wisła Cracovie avec lequel il devient champion de Pologne en 2008 et en 2009. En janvier 2010, il signe au Roubine Kazan, engagé en Ligue Europa. En 2011, il est prêté au Volgar-Gazprom Astrakhan et en 2012, il est prêté au Tom Tomsk avant d'être définitivement transféré dans ce même club.
En juillet 2014, Cebanu s'engage avec le FK Mordovia Saransk.

### En sélection
Ilie Cebanu compte treize sélections avec la Moldavie, depuis le 23 mars 2007 et un match contre Malte (victoire 2-0).

## Palmarès
- Champion de Pologne avec le Wisła Cracovie en 2007-2008 et 2008-2009.